# Parafia św. Stanisława Biskupa i Męczennika w Sarnakach

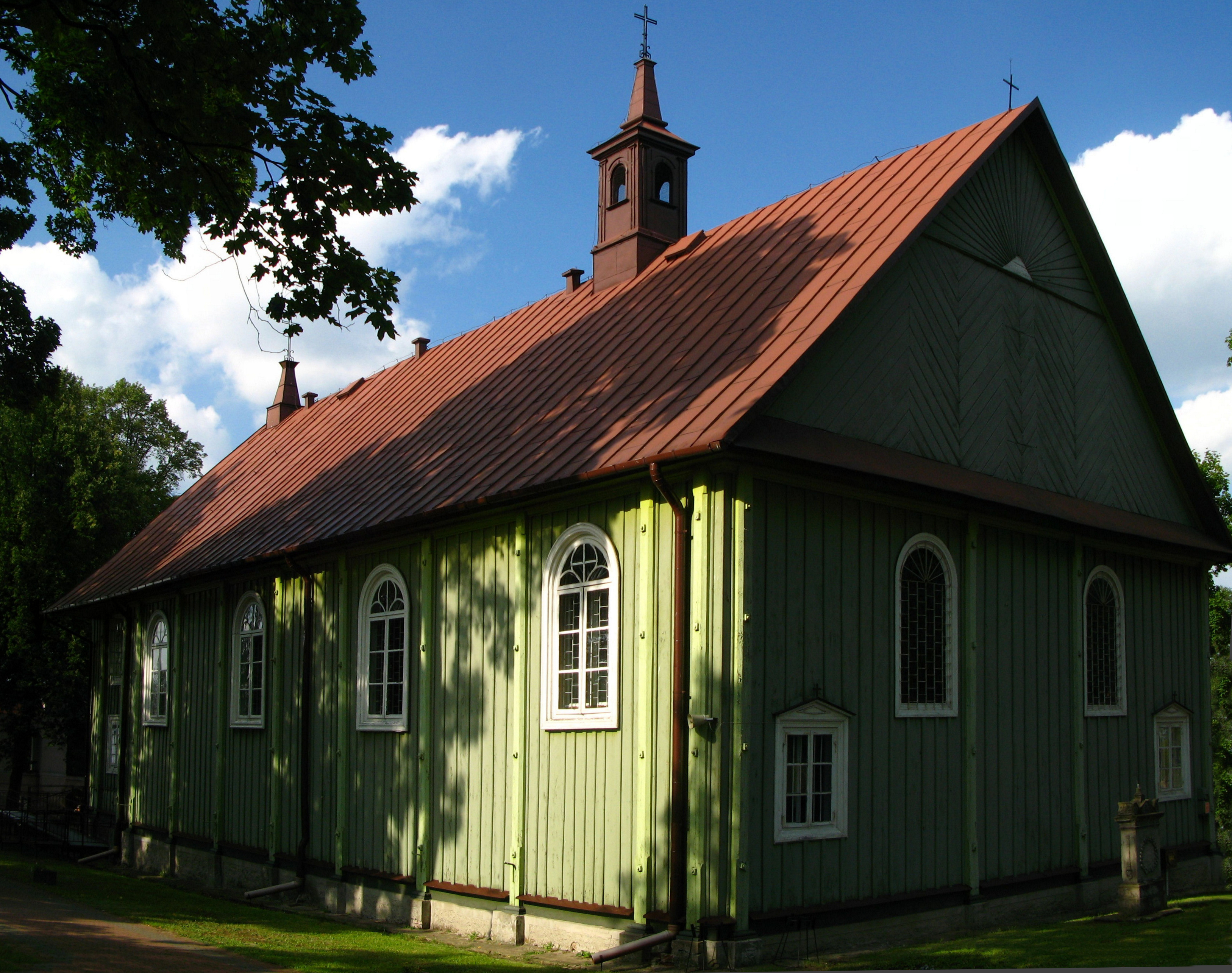
Zabytkowy kościół

Parafia pw. św. Stanisława w Sarnakach – parafia rzymskokatolicka należąca do dekanatu Sarnaki, diecezji drohiczyńskiej, metropolii białostockiej.

## Historia
Powstanie parafii w Sarnakach datuje się na ok. 1430 rok. Wtedy to został wybudowany pierwszy kościół, który znajdował się obok dzisiejszej plebanii. Źródła archiwalne z 1802 roku podają:
"kościółek ten był z drewna łupanego pokryty gontami. W środku całości jest kopuła drewniana pokryta gontami, na jej powierzchni znajduje  krzyż żelazny, a w niej sygnaturka. Większe wejście do przedsionka kościoła jest z przeciwnej strony w stosunku do wejścia na cmentarz od ulicy. Jest mniejsze wejście z prawej strony większego wejścia. Próg przy nich jest ułożony ze zwykłych kamieni. Zegar słoneczny umieszczony jest na gontach. Po prawej stronie od wejścia większego jest wejście na chór. Tarcza i zegar słoneczny są ułożone z gontów. Okien jest osiem i tablica szklana w ołowianej oprawie". Kościół ten był już stary, "podparty ze wszystkich stron słupami drewnianymi".
Dlatego też w 1816 roku został rozebrany. Miejscowy dziedzic Stanisław hr. Ossoliński postawił w jego miejsce po przeciwnej stronie drogi nowy kościółek, który stoi do dziś. W konstrukcji był on podobny do swego poprzednika. W trakcie swego istnienia był on wielokrotnie przerabiany i odnawiany. W 1905 roku odnowiono kościół wewnątrz i zewnątrz. Józef Szumer sprawił nowe tabernakulum, a na cmentarzu kościelnym mieszkańcy Klimczyc wystawili imitację groty Matki Boskiej w Lourdes.
Parafia Sarnaki do 1818 pozostawała w granicach diecezji brzeskiej. Po trzecim rozbiorze Polski i upadku Napoleona utworzona została diecezja podlaska ze stolicą w Janowie Podlaskim. Wtedy też rozpoczęła się budowa obecnego kościoła w Sarnakach. W 1867 diecezja podlaska została zlikwidowana i przyłączona do lubelskiej. W 1918 papież Benedykt XV wskrzesił diecezję podlaską, która od 1925 nosiła nazwę diecezja siedlecka, czyli podlaska. Od 1942 do 1968 proboszczem parafii był ks. dr kan. Bolesław Kulawik. 
Do 1992 parafia Sarnaki należała do diecezji siedleckiej. 25 marca 1992 papież Jan Paweł II wcielił Sarnaki do diecezji drohiczyńskiej, a biskupem diecezjalnym został Władysław Jędruszuk. On też w 1992 ustanowił dekanat Sarnaki, w skład którego wchodzą dziś następujące parafie: Chłopków, Łysów, Platerów, Rusków, Gnojno, Serpelice, Horoszki Duże i Sarnaki. Przez okres 11 lat dziekanem dekanatu sarnackiego był ks. prał. Zdzisław Borkowski. Obecnie funkcję tę pełni ks. prał. Andrzej Jakubowicz.
Obok budowli w 2012 roku rozpoczęto budowę nowego, ceglanego, neobarokowego kościoła z elementami renesansu wileńskiego pod tym samym wezwaniem. Świątynię ukończono w 2020 i została oddana do użytku w październiku tego samego roku. Uroczystość była jednak ograniczona ze względu na pandemię COVID-19. Obecnie zabytkowy kościół pełni funkcje pomocnicze i niedługo ma zostać przeniesiony w inne miejsce.

## Obszar parafii
Nieznane są granice parafii Sarnaki z chwili jej powstania. Przez stulecia parafia zmieniała swe granice aż do współczesnych. Najwcześniejsze spisy podają, że do parafii Sarnaki należały: Sarnaki, Grzybów, Phalatycze, Ciebieraki, Łózki, Ostromęczyn, Wólka, Kisielew, Rozwadowo, Terlikowo, Mężenino, Borzliowa Wolia, Moztowo, Withulino, Wolia Ossowska, Cziczibor, Kaików. 
W obecnych granicach parafii znajdują się miejscowości: Sarnaki, Binduga, Bużka, Chlebczyn, Chybów, Franopol, Mierzwice-Kolonia/Fronołów, Grzybów, Hołowczyce, Kamianka, Klimczyce, Klimczyce-Kolonia, Kózki, Lipno, Nowe Mierzwice, Stare Mierzwice, Rozwadów, Rzewuszki.